# Suzumori Remu
Suzumori Remu (涼森 れむ (Lương-Sâm Lễ-Mộng) 3 tháng 12 năm 1997 –) là một nữ diễn viên khiêu dâm và nữ diễn viên người Nhật Bản. Cô thuộc về công ti T-Powers.

## Sự nghiệp

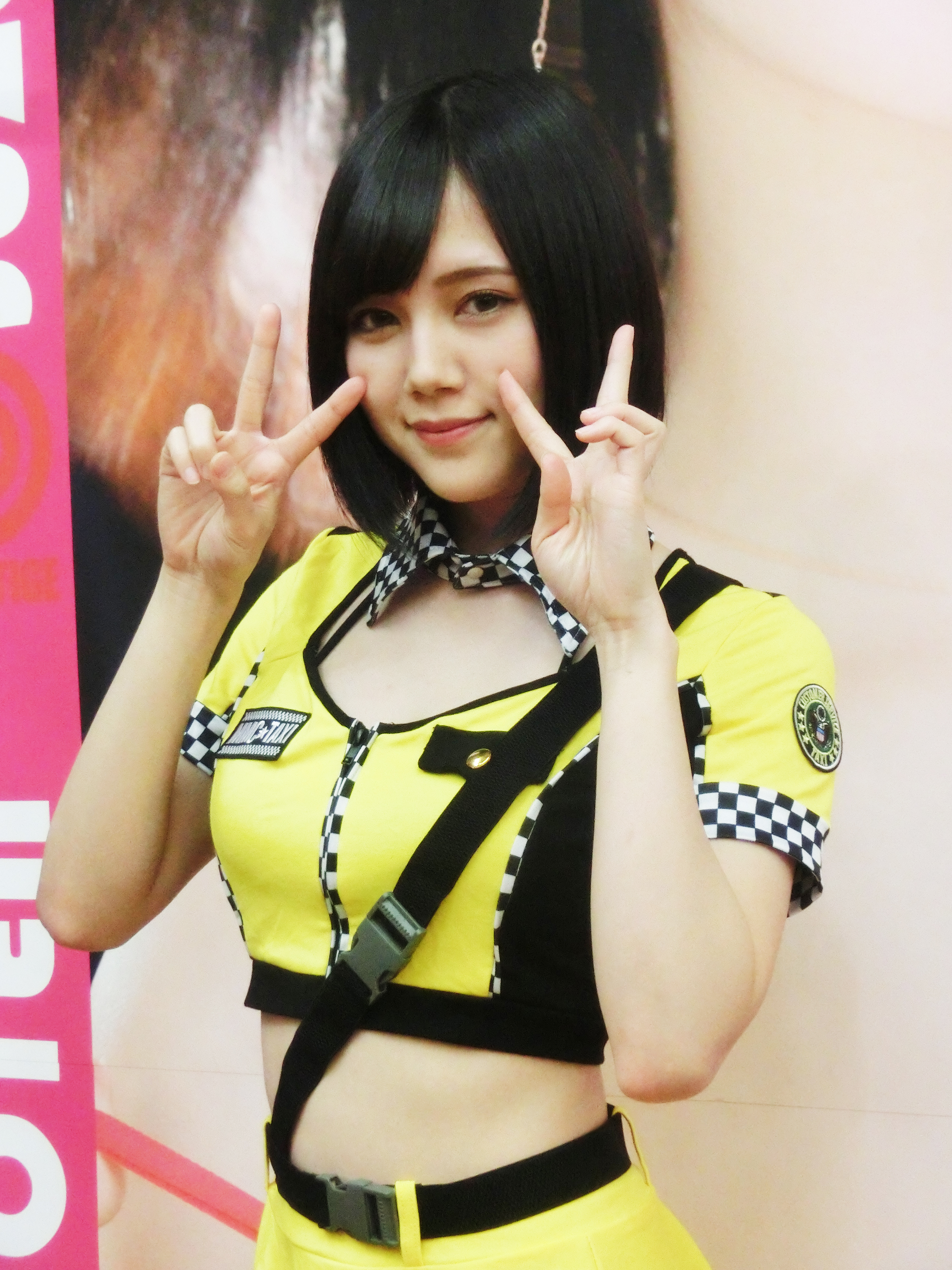
Remu tại cửa hàng sách Kanda Nodaten năm 2019

Cô sinh ra tại Mie. Tháng 4/2019, cô ra mắt ngành phim khiêu dâm với tư cách là nữ diễn viên độc quyền của Prestige.
Ngày 1/8 cùng năm, cô tiến vào vòng tứ kết của MissiD 2020 được tài trợ bởi Kōdansha. Ngày 27/9, cô tiến vào vòng chung kết. Ngày 23/11, cô nhận giải Ăn ảnh tại lễ trao giải tổ chức ở Tokyo.
Tháng 6/2020, cô được chọn làm 1 trong 10 người đẹp khỏa thân được chọn lọc bởi GRAPHIS, và ảnh áo tắm mới chụp của cô được đăng trong tạp chí hàng tuần.
Tháng 12/2020, cô xếp thứ 9 trong bảng "FLASH 2020 BEST100 diễn viên đang hoạt động gợi cảm nhất" được bầu chọn bởi độc giả.。
Tháng 4/2021, cô xếp thứ 8 trong bảng "bầu cử nữ diễn viên phim khiêu dâm SEXY đang hoạt động 2021" của Asahi Geino. Tháng 8/2021, cô xếp thứ 5 trong "Bảng xếp hạng FLASH 2021 diễn viên nữ gợi cảm chọn bởi 300 độc giả".
Phim của cô "Tổ hợp chảy tràn tinh dịch âm đạo không hồi kết. 18 lần bắn tinh liên tiếp từ trong" (ひたすら生でハメまくる、終わらない中出し性交。体内射精18連発) được giới thiệu trong mục phim khiêu dâm Prestige bán chạy nhất năm 2021 của tạp chí Playboy hàng tuần. Tháng 5/2022, cô xếp thứ 25 trong bảng "bầu cử nữ diễn viên phim khiêu dâm SEXY đang hoạt động 2022" của Asahi Geino.
Tháng 2/2023, cô đã tham gia vòng loại chung kết trực tiếp cho nhân vật nữ chiêu đãi viên trong trò chơi "Ryū ga Gotoku 7 Gaiden: The Man Who Erased His Name".
Tháng 5/2023, cô xếp thứ 26 trong bảng "bầu cử nữ diễn viên phim khiêu dâm SEXY đang hoạt động 2023" của Asahi Geinō.

## Đời tư
Sở thích và kĩ năng đặc biệt của cô là nghe nhạc và chơi kendama (cấp độ shodan/sơ cấp). Cô là người thuận tay trái. Vì thế, cây kendama đặc biệt của cô đã bị ma sát quá nhiều và đã được cô cất đi.
Lần đầu quan hệ tình dục của cô là khi học trung học với một học sinh đại học và cũng là đàn anh của cô trong công việc bán thời gian cô làm khi đó.
Cô biết đến ngành phim khiêu dâm nhờ bạn của cô Ōtori Kaname giới thiệu, và từ đó cô đã đặt mục tiêu để bản thân trở thành nữ diễn viên khiêu dâm.
Vào tháng 12/2019 sau khi cô ra mắt ngành, cô tiết lộ trong một cuộc phỏng vấn rằng công việc trước của cô là y tá.
Sameshima Kensuke được đánh giá là nam diễn viên phù hợp với cô.